# Liosternus
Liosternus is een geslacht van rechtvleugeligen uit de familie sabelsprinkhanen (Tettigoniidae). De wetenschappelijke naam van dit geslacht is voor het eerst geldig gepubliceerd in 1897 door Brongniart.

## Soorten
Het geslacht Liosternus  is monotypisch en omvat slechts de volgende soort:
- Liosternus vittatus (Brongniart, 1897)